# Oveng (Mbankomo)
Pour les articles homonymes, voir Oveng (homonymie).
Oveng est un village de la région du Centre au Cameroun, localisé dans la commune de Mbankomo et le département de la Méfou-et-Akono.

## Population
En 1965, Oveng comptait 397 habitants, principalement des Ewondo.
Lors du recensement de 2005, ce nombre s'élevait à 652.

## Infrastructures
Oveng dispose d'un marché mensuel et hebdomadaire, d'un dispensaire catholique, d'une école catholique et d'une mission catholique.

## Personnalités liées à Oveng
- Mgr Jean-Marie Benoît Balla (1959-2017), évêque de Bafia, né à Oveng.